# Lucca (futebolista)
Lucca Borges de Brito, mais conhecido como Lucca (Alto Parnaíba, 14 de fevereiro de 1990), é um futebolista brasileiro que atua como atacante. Atualmente joga pelo clube Novorizontino.

## Carreira

### Início
Lucca começou sua carreira pelas categorias de base do Palmas-TO aos 8 anos de idade, Sendo profissionalizado pelo próprio Palmas em 2006, tornou-se campeão estadual do Tocantins pelo Palmas em 2007, sendo o principal jogador da equipe. Em 2009, chegou ao time profissional do Criciúma.

### Criciúma
Em 2010, integrando a equipe principal do Tigre, começou em alta nas três primeiras partidas do Campeonato Catarinense, mas isso acabou sendo interrompido devido o jogador ter rompido o ligamento do joelho direito, e acabando ficando fora do campeonato. Lucca voltou no ano seguinte mas acabou se lesionando novamente, ao quebrar clavícula em partida contra o Marcílio Dias.

### Chapecoense
Em 27 de junho do mesmo ano, Lucca foi emprestado a Chapecoense para a disputa da Série C de 2011.

### Retorno ao Criciúma
Voltou ao Criciúma em 2012 após ser emprestado, temporada em que Lucca foi um dos destaques do Criciúma na campanha do retorno do time a elite do futebol brasileiro, mas Lucca acabou rompendo só que dessa os ligamentos do joelho esquerdo, em partida contra o ABC em que o Criciúma venceu por 2 a 0, em que Lucca marcou um dos gols. A classificação para a Série A de 2013 veio no empate por 0 a 0 diante do Athletico Paranaense jogando em casa, Lucca mesmo de muletas esteve presente na comemoração da classificação do acesso, ao aparecer Lucca foi muito ovacionado pela torcida. Com a boa campanha que realizou durante toda Série B até se lesionar, Lucca rendeu muito interesse de clubes grandes como Flamengo, Cruzeiro, Corinthians e São Paulo em querer contratá-lo.

### Cruzeiro
Após muitas negociações, no dia 5 de janeiro de 2013, Lucca foi anunciado como novo reforço do Cruzeiro para a temporada de 2013. Após quase sete meses fora dos gramados, Lucca estreou pelo Cruzeiro marcando gol na goleada por 4 a 0 contra o Resende, em partida válida pela Copa do Brasil.

### Volta ao Criciúma
No dia 14 de setembro de 2014, acertou seu retorno para o Criciúma por empréstimo. Em janeiro de 2015, o time catarinense comprou o jogador novamente do Cruzeiro.

### Corinthians
Em 15 de setembro de 2015, após uma oferta irrecusável do Corinthians, o Criciúma cedeu o jogador por empréstimo ao clube alvinegro até o final do Campeonato Paulista de 2016, com opção de compra. Sua estreia pelo time corintiano foi contra o Santos, substituindo Malcom aos 33 do segundo tempo, e participando do segundo gol. Marcou seu primeiro gol contra o Atlético Mineiro, em jogo importante para garantir a liderança dos paulistas, visto que os mineiros buscavam diminuir a diferença de pontuação entre os dois. Na partida seguinte, marcou novamente, dando a liderança ao Timão no final da partida, após uma atuação fraca de seu time contra o Coritiba.
Com atuações importantes, Lucca vem ganhando status de xodó da torcida do "Bando de Loucos", sendo comparado até a jogadores importantes da história do clube, como Tupãzinho. No dia 19 de novembro de 2015, sagrou-se campeão brasileiro de 2015. Conquistou seu quinto título com apenas 25 anos.

### Ponte Preta
Em 2017, atuou por empréstimo na Ponte Preta. No time de Campinas, teve sua melhor fase na carreira, sendo titular absoluto e marcando 24 gols em 62 jogos. Lá ganhou o apelido de Luccarelli, em referência às suas boas atuações na casa da Ponte, o Estádio Moises Lucarelli. Foi vice-campeão do Campeonato Paulista mas não conseguiu evitar o rebaixamento da Macaca no Brasileirão. Posteriormente voltou ao Corinthians no fim do ano.

### Internacional
Após o Paulistão de 2018, foi anunciado o empréstimo de Lucca ao Internacional até o fim do ano.

### Al Rayyan
Ainda em 2018, Lucca foi liberado para atuar no Al-Rayyan, também por empréstimo.

### Retorno à Ponte Preta
Em sua segunda passagem pela Ponte Preta, novamente foi referência técnica da equipe e marcou 21 gols em 39 jogos.

### Lamphun Warriors
Acertou com o Lamphun Warriors F.C, da Tailândia, para a temporada 2023.

### Novorizontino
No dia 23 de janeiro de 2024, O Novorizontino anunciou a chegada do atacante Lucca, que estava no futebol tailandês. Com contrato assinado até o fim da temporada, o jogador chega para disputar o Paulistão e a Série B pelo Tigre. Em dezembro do mesmo ano, Lucca renovou contrato com o Novorizontino por mais uma temporada.

## Estatísticas
Atualizado até 5 de junho de 2018.

### Clubes
| Clube         | Temporada | Campeonato nacional | Campeonato nacional | Copa nacional | Copa nacional | Competições continentais | Competições continentais | Outros torneios¹ | Outros torneios¹ | Total | Total |
| Clube         | Temporada | Jogos               | Gols                | Jogos         | Gols          | Jogos                    | Gols                     | Jogos            | Gols             | Jogos | Gols  |
| ------------- | --------- | ------------------- | ------------------- | ------------- | ------------- | ------------------------ | ------------------------ | ---------------- | ---------------- | ----- | ----- |
| Corinthians   | 2015      | 10                  | 3                   | 0             | 0             | 0                        | 0                        | 0                | 0                | 10    | 3     |
| Corinthians   | 2016      | 21                  | 3                   | 4             | 0             | 7                        | 2                        | 17               | 4                | 49    | 9     |
| Corinthians   | 2018      | 0                   | 0                   | 0             | 0             | 1                        | 0                        | 9                | 0                | 10    | 0     |
| Corinthians   | Total     | 31                  | 6                   | 4             | 0             | 8                        | 2                        | 26               | 4                | 69    | 12    |
| Ponte Preta   | 2017      | 37                  | 13                  | 2             | 1             | 4                        | 3                        | 18               | 7                | 61    | 24    |
| Ponte Preta   | Total     | 37                  | 13                  | 2             | 1             | 4                        | 3                        | 18               | 7                | 61    | 24    |
| Internacional | 2018      | 15                  | 1                   | —             | —             | —                        | —                        | —                | —                | 15    | 1     |
| Internacional | Total     | 15                  | 1                   | —             | —             | —                        | —                        | —                | —                | 15    | 1     |
| Total         | Total     | 83                  | 20                  | 6             | 1             | 12                       | 5                        | 44               | 11               | 145   | 37    |

Estão incluídos jogos e gols pelo Campeonato Paulista, Torneios Amistosos e Amistosos

### Campeonatos
| Competição            | Partidas | Gols | Média |
| --------------------- | -------- | ---- | ----- |
| Amistosos             | 4        | 0    | 0,00  |
| Campeonato Brasileiro | 76       | 20   | 0,27  |
| Campeonato Paulista   | 40       | 11   | 0,27  |
| Copa do Brasil        | 6        | 1    | 0,16  |
| Copa Libertadores     | 8        | 2    | 0,25  |
| Copa Sul-Americana    | 4        | 3    | 0,75  |
| TOTAL                 | 138      | 37   | 0,27  |

¹Estão incluídos jogos e gols de amistosos e torneios amistosos

## Títulos

#### Palmas
- Campeonato Tocantinense: 2007

#### Criciúma
- Campeonato Catarinense de Futebol Júnior: 2010

#### Chapecoense
- Campeonato Catarinense: 2011

#### Cruzeiro
- Campeonato Brasileiro: 2013[17]

#### Corinthians
- Campeonato Brasileiro: 2015
- Campeonato Paulista: 2018

### Artilharias

#### Palmas
- Campeonato Tocantinense de 2009: 14 gols